# Budaer Berge

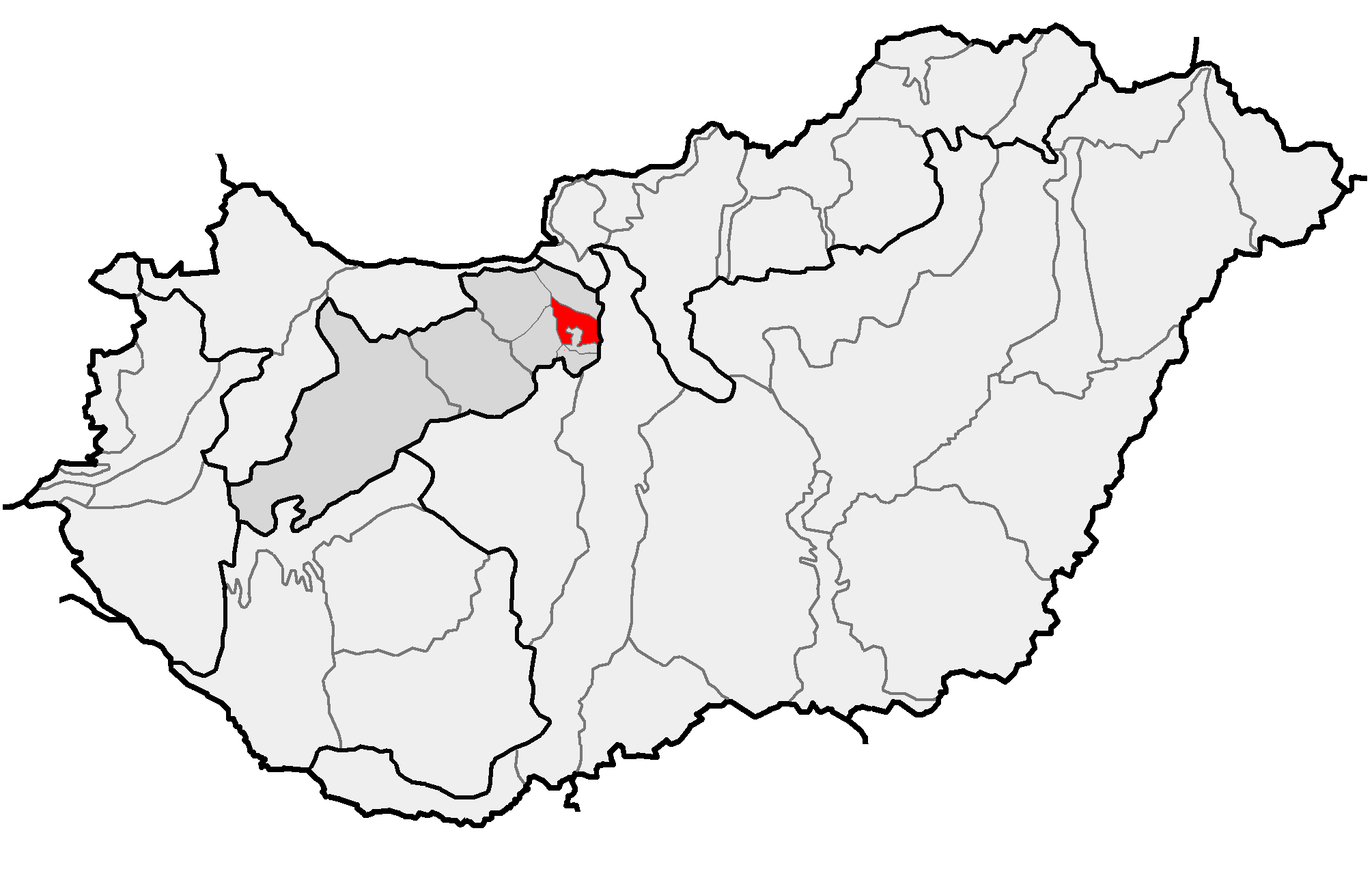
Lage in Ungarn

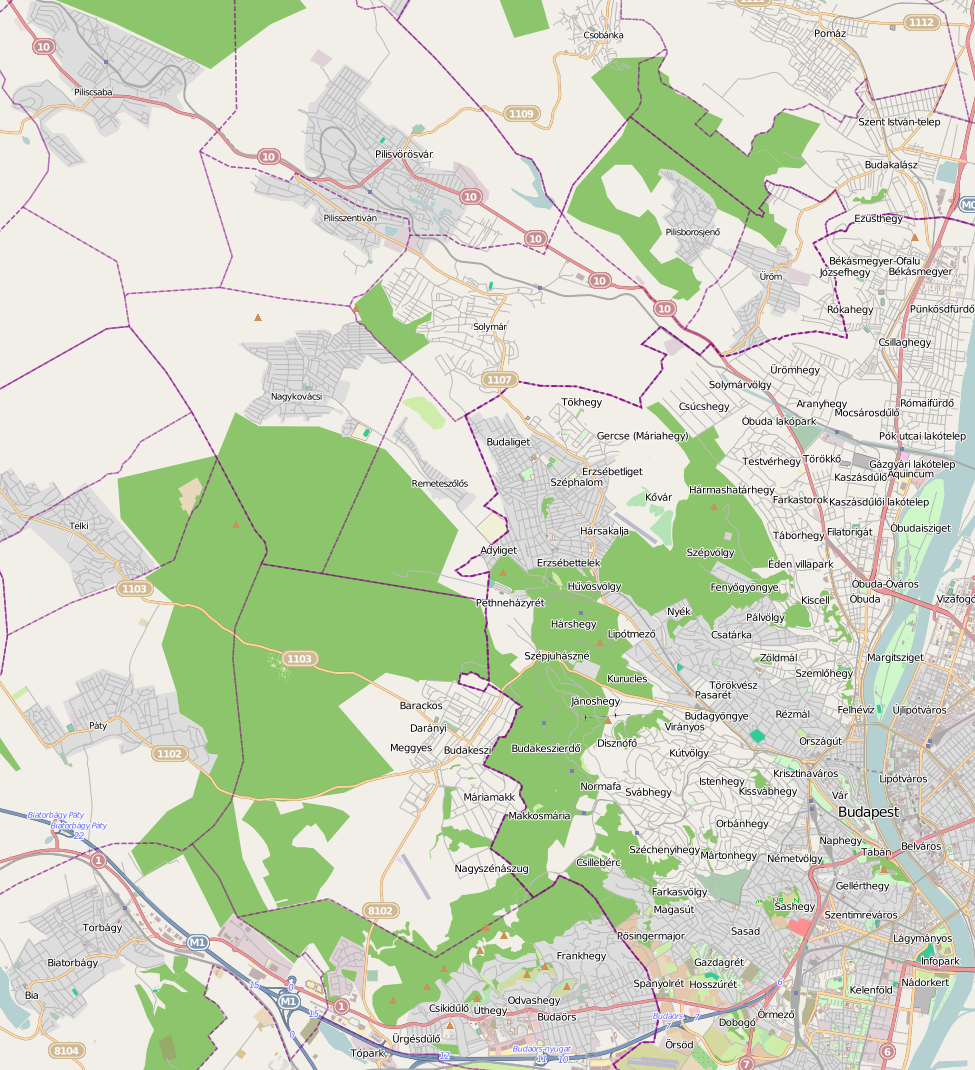
Die Budaer Berge: Karte

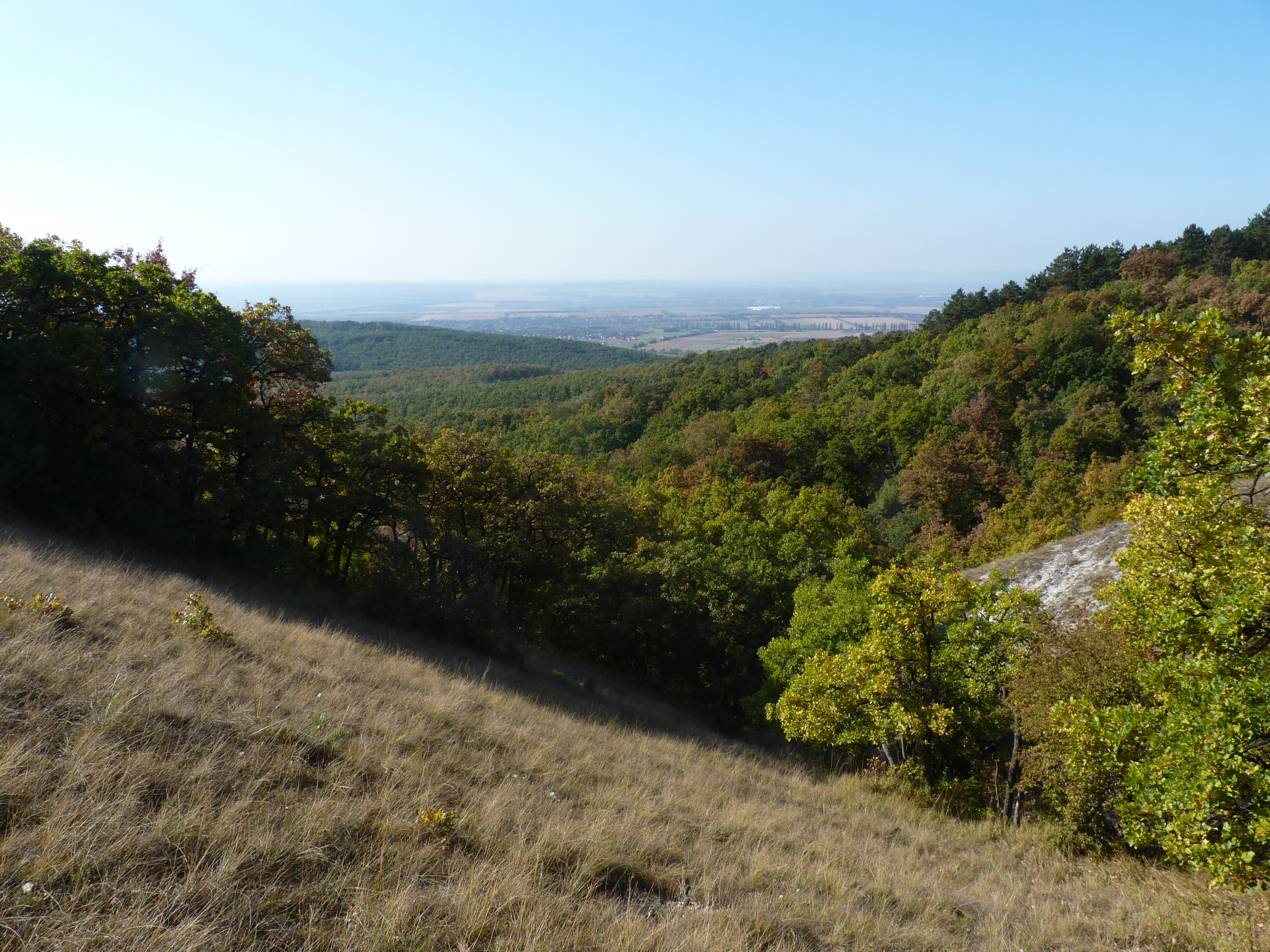

Die Budaer Berge (ungarisch Budai-hegység), früher auch Ofner Bergland, sind das bergige und fruchtbare Umland im Westen der ungarischen Hauptstadt Budapest. Es ist Teil des Ungarischen Mittelgebirges in Transdanubien.

## Geographie
Nur die Begrenzung nach Osten wird durch die Donau klar festgelegt. Im Nordwesten verlaufen seine Höhenzüge bis Pilisvörösvár (deutsch: Werischwar), im Westen reicht das Gebiet etwa bis Budajenö (deutsch: Jeine) und Páty, teilweise aber auch noch weiter bis Zsámbék (deutsch: Schambeck), und im Südwesten bis in die Umgebung von Budaörs (deutsch: Wudersch) und Etyek.

## Geschichte
Nach den Türkenkriegen mit der Belagerung von Ofen und der erfolgreichen Rückeroberung der Stadt und Festung Buda (deutsch: Ofen) im Jahre 1686 wurde die Wiederbesiedlung des verödeten und fast menschenleeren Landstrichs von den Habsburgern vorwiegend aus deutschen Ländern planmäßig gefördert und in mehreren Schwabenzügen durchgeführt.
Neben dem Kaiserhaus trieben auch andere Magnaten die Besiedlung voran, bei den Gemeinden Budaörs, Budakeszi, Solymár und Békásmegyer waren es beispielsweise die Grafen Zichy. Wie in Ofen selbst blieb Deutsch als Sprache der Bevölkerungsmehrheit in diesem Raum lange Zeit vorherrschend, so dass sich das Ofner Bergland wie eine Sprachinsel entwickelte. Zum Ende des 19. Jahrhunderts hin erhielten dann auch in Ungarn nationalistische Strömungen stärkeren Auftrieb. Der größte Teil der deutschen Bevölkerung wurde nach dem Ende des Zweiten Weltkrieges ausgewiesen.

## Wirtschaft und Gewerbe
Länger als bei anderen europäischen Hauptstädten blieb der stadtnahe Raum vorwiegend ländlich und bäuerlich geprägt. Erst nachdem im Jahr 1873 die 3 Nachbarstädte Ofen / Buda, Altofen / Óbuda und Pest – letzteres bedeutet im ursprünglich slawischen Wortsinn ebenfalls „Ofen“ – zur Hauptstadt Budapest vereinigt wurden, entwickelte sich im Gefolge der rasanten Entwicklung der Metropole auch die Wirtschaft ihres Umlands hin zu Dienstleistungen, Gewerbe und Handel. Der Obst- und besonders der Weinbau im Ofner Umland war bedeutend, seine Weine genossen in früherer Zeit einen hervorragenden Ruf, bis die Reblaus Phylloxera in der 2. Hälfte des 19. Jahrhunderts zu radikalen Einschnitten zwang. Die Weinbauregion Etyek – Buda wird heute wieder mit etwa 1700 ha ausgewiesen.

## Galerie

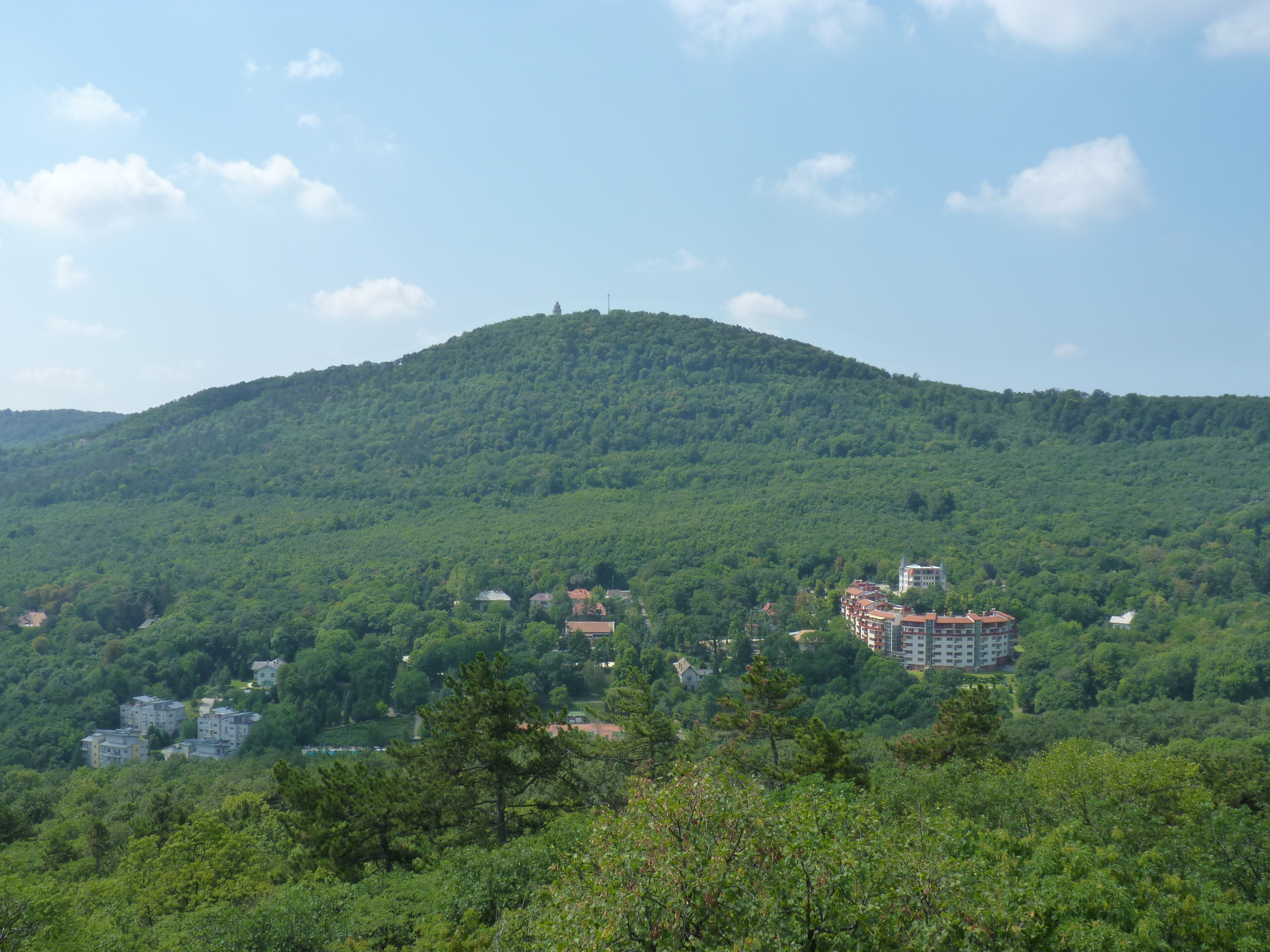
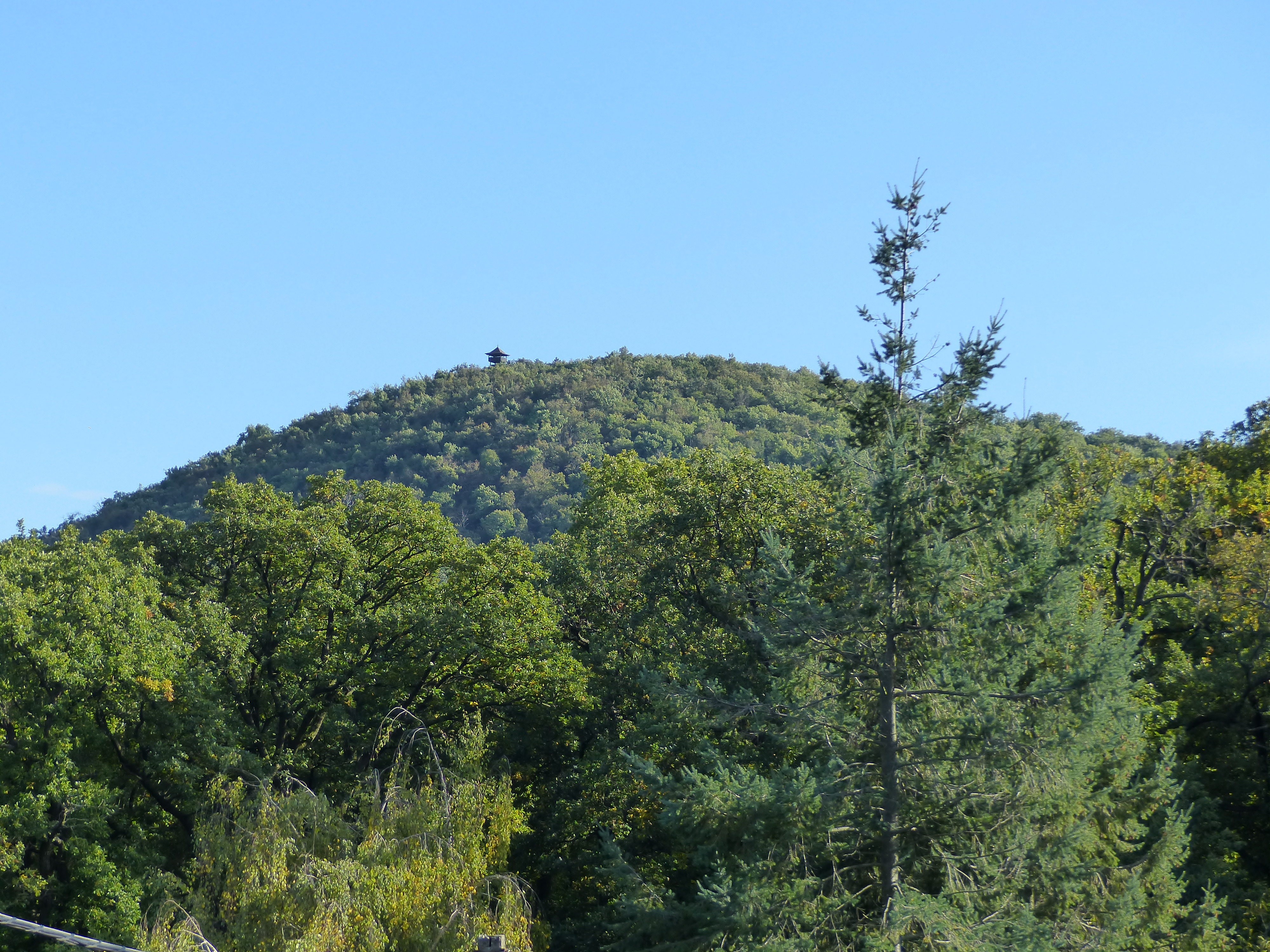
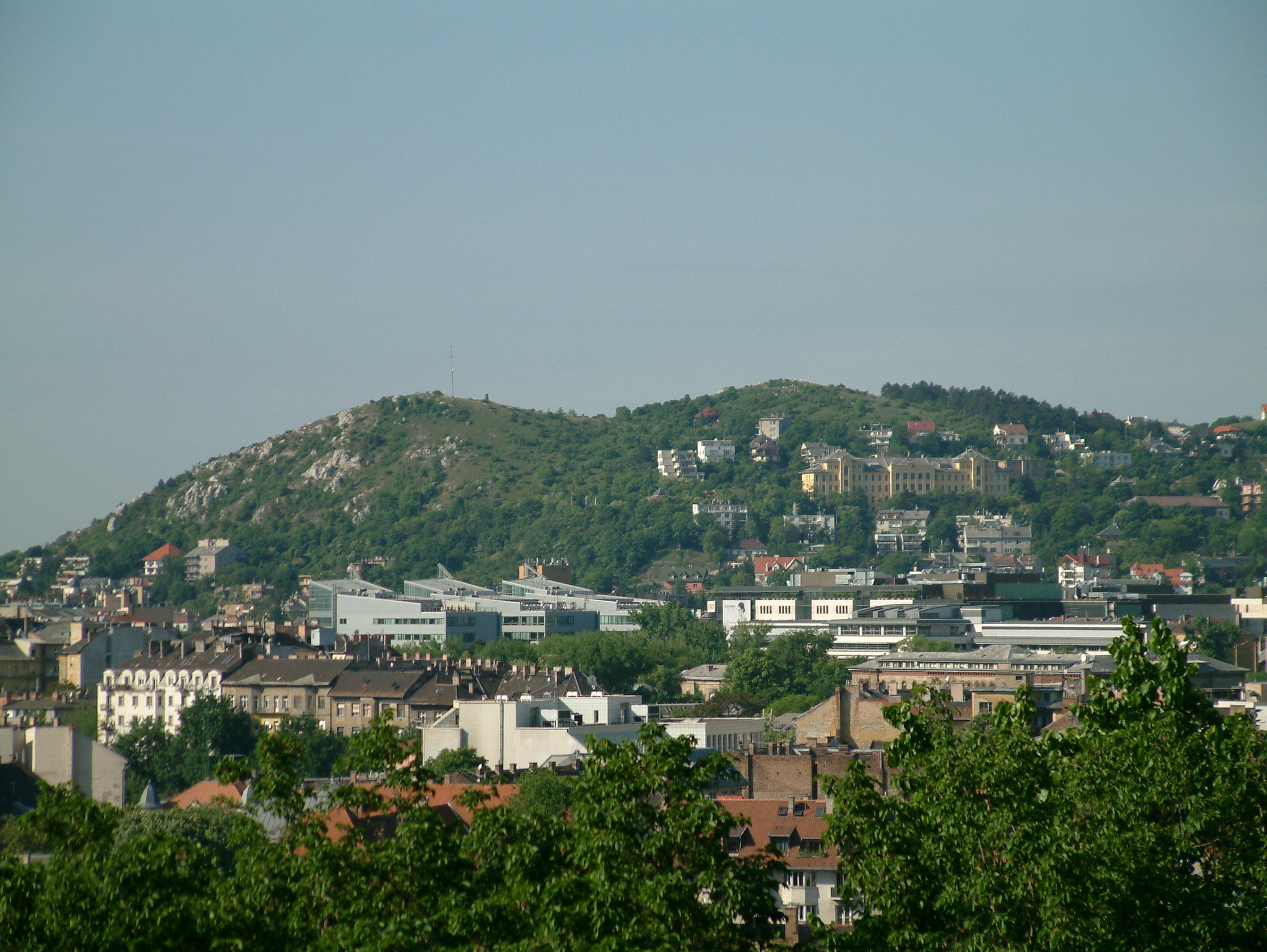
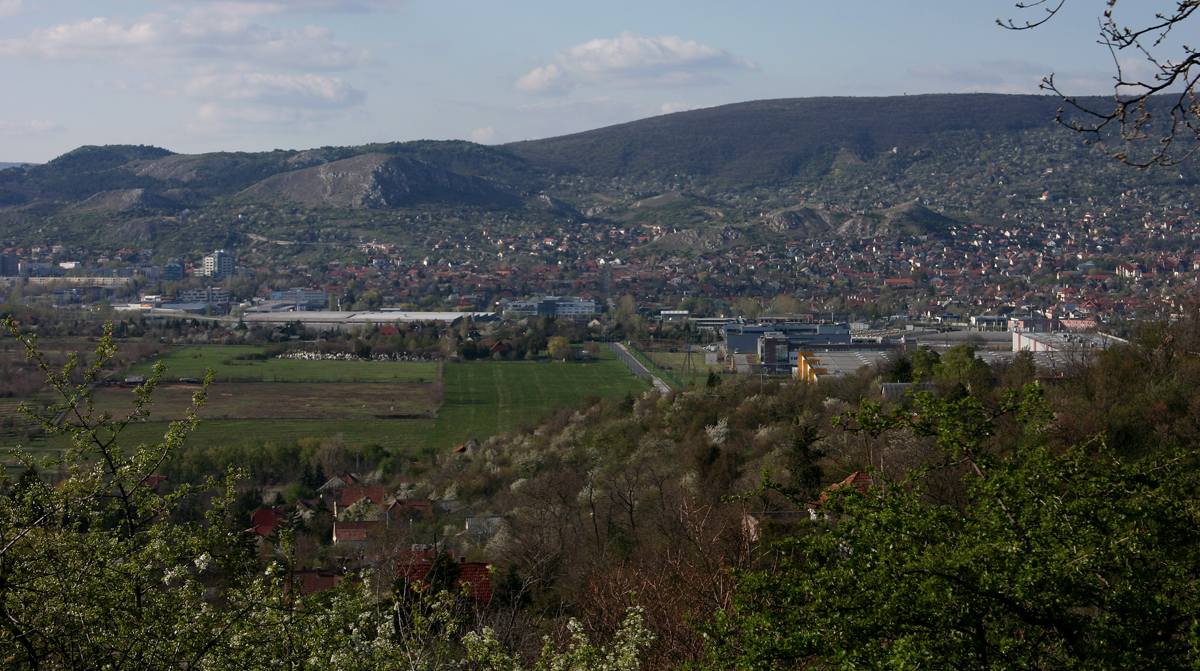